# Fünf Freunde (Fernsehserie, 1996)
Fünf Freunde ist eine britisch-deutsche Fernsehserie aus den 1990ern nach den gleichnamigen Büchern der britischen Autorin Enid Blyton. Im Gegensatz zur ersten Adaption aus den 1970ern wurden hier alle Romane der Reihe in insgesamt 26 Folgen umgesetzt. Unverfilmt blieben nur die Kurzgeschichten, die erst im Jahr 1995 – also während der Entstehung der Serie – als Band Fünf Freunde meistern jede Gefahr gesammelt erschienen. Ebenfalls nicht verfilmt wurde das 2000 entdeckte Theaterskript The Famous Five Adventure.
Die Serie spielt in den 1950er Jahren. Zudem ist das Alter der Kinder mit dem in der Romanvorlage identisch, wodurch Anne deutlich jünger ist als in der ersten Fernsehserie. Der Hund Timmy ist jedoch im Gegensatz zu der Beschreibung in den Büchern sehr klein.
| Figur          | Darsteller       | Deutscher Sprecher    |
| -------------- | ---------------- | --------------------- |
| George         | Jemima Rooper    | Stephanie Kirchberger |
| Julian         | Marco Williamson | Tim Knauer            |
| Richard „Dick“ | Paul Child       | Jannik Endemann       |
| Anne           | Laura Petela     | Nina Gorski           |
| Tante Frances  | Mary Waterhouse  | Isabella Grothe       |
| Onkel Quentin  | Christopher Good | Eberhard Haar         |

Diese Serie erschien in Deutschland in den Jahren 2004 und 2005 von UFA auch auf DVD.
Die Serie wurde 2024 nach langer Zeit erneut im Fernsehen ausgestrahlt und war auch in der ZDF-Mediathek verfügbar. Die Serie ist auch auf Deutsch als Kauftitel oder beim Amazon Prime Video Kanal ZDFtivi select verfügbar.
Folgen
1. … erforschen die Schatzinsel 1 (Five on a Treasure Island 1)
2. … erforschen die Schatzinsel 2 (Five on a Treasure Island 2)
3. … geraten in Schwierigkeiten (Five Get into Trouble)
4. … helfen ihrem Kameraden (Five Fall into Adventure)
5. … im Zeltlager (Five Go Off to Camp)
6. … und das Burgverlies (Five on Finniston Farm)
7. … auf Schmugglerjagd 1 (Five Go to Smuggler's Top 1)
8. … auf Schmugglerjagd 2 (Five Go to Smuggler's Top 2)
9. … auf dem Leuchtturm (Five Go to Demon's Rocks)
10. … verfolgen die Strandräuber 1 (Five Go Down to the Sea 1)
11. … verfolgen die Strandräuber 2 (Five Go Down to the Sea 2)
12. … auf geheimnisvollen Spuren (Five Run Away Together)
13. … im Nebel (Five Go to Mystery Moor)
14. … auf neuen Abenteuern (Five Go Adventuring Again)
15. … im alten Turm (Five Get into a Fix)
16. … auf der Felseninsel (Five on Kirrin Island Again)
17. … wittern ein Geheimnis (Five on a Secret Trail)
18. … jagen die Entführer (Five Have Plenty of Fun)
19. … und der Zauberer Wu (Five Are Together Again)
20. … als Retter in der Not 1 (Five Go to Billycock Hill 1)
21. … als Retter in der Not 2 (Five Go to Billycock Hill 2)
22. … beim Wanderzirkus (Five Go Off in a Caravan)
23. … machen eine Entdeckung (Five Have a Mystery to Solve)
24. … und ein Gipsbein 1  (Five Have a Wonderful Time 1)
25. … und ein Gipsbein 2 (Five Have a Wonderful Time 2)
26. … auf großer Fahrt (Five on a Hike Together)